# 브라더스 (2004년 영화)
《브라더스》(덴마크어: Brødre, 영어: Brothers)는 2004년에 개봉한 덴마크의 심리 스릴러 전쟁 영화이다. 아프가니스탄과 덴마크를 배경으로 했다.
대한민국에서는 2005년에 KBS 토요명화에서 방영한 바 있다.
2009년 이를 리메이크한 미국 영화 《브라더스》가 개봉하였다.

## 출연진
- 코니 닐센 - 사라 역
- 울리크 톰센 - 미카엘 역
- 니콜라이 리 코스 - 야니크 역
- 사라 유엘 베르네르 - 나탈리아 역
- 레베카 로이스트루프 솔타우 - 카밀라 역
- 벤트 마이딩 - 헤닝 역
- 솔비외르그 호이펠트 - 엘세 역
- 닐스 올센 - 알렌토프트 역
- 라르스 란테 - 프레벤 1 역
- 레네 마리아 크리스텐센 - J. 솔바이 역

## 우리말 녹음
KBS 성우진 (2005년 4월 23일)
- 양지운 - 미카엘(울리크 톰센)
- 성완경 - 야니크(니콜라이 리 코스)
- 송도영 - 사라(코니 닐센)
- 최흘 - 헤닝(벤트 마이딩)
- 이선영 - 엘세(솔비외르그 호이펠트)
- 김은아 - 나탈리(사라 유엘 베르네르)
- 조진숙 - 카밀라(레베카 로이스트루프 솔타우)
- 송두석 - 알렌토프트
- 김태웅 - 프레벤
- 임성표 - 바텐더
- 정훈석 - 페테르
- 최정호 - 통역
- 이봉준
- 오수경 - 솔바이